# Ronald Zoodsma
Ronald Zoodsma, född 5 september 1966 i Sneek, är en nederländsk före detta volleybollspelare. Zoodsma blev olympisk silvermedaljör i volleyboll vid sommarspelen 1992 i Barcelona.